# Pescara
Pescara, grad i luka na talijanskoj obali Jadrana u središnjem dijelu Italije; glavni grad istoimene provincije u regiji Abruzzo; 122.363 stanovnika (2007).

## Slavni i poznati
- Gabriele d'Annunzio, talijanski pjesnik, dramaturg, političar
- Ennio Flaiano, talijanski dramaturg, književnik
- Jarno Trulli, talijanski vozač Formule 1
- Fabio Grosso, talijanski nogometaš

## Gradovi prijatelji
- Split
- Miami Beach

## Galerija
- Piazza Salotto e Corso Umberto I
- Basilica dei sette dolori
- Chiesa di S.Cetteo
- Chiesa del Sacro Cuore

### Ostali projekti
|  | Zajednički poslužitelj ima stranicu o temi Pescara |